# Andra (Circondario autonomo degli Chanty-Mansi-Jugra)
Andra (in russo Андра?) è un insediamento di tipo urbano della Russia siberiana occidentale situato nel distretto Oktjabr'skij del Circondario Autonomo degli Chanty-Mansi.
Si trova sulla riva destra dell'Ob', a nord-ovest di Chanty-Mansijsk.